# Евнон
Евнон (лат. Eunones) (до 49 р. — ~55 р.) — династ аорсів Подоння у сер. І ст. н. е. (за часів Котіса І, у подіях 49 р.). Вступ аорсів як спільників Риму призвів до остаточної і безумовної капітуляції Мітрідата та його спільників сіраків у династійній війні у Боспорському царстві 44-49рр.
Існування такого спільника як аорси «…у важкодоступній місцевості та далеко від морських шляхів…» (Tac., Ann., XII, 20) була дуже важливе не тільки для Боспору, але й для Риму. Розташовані у межиріччі Дон — Волга аорси за потреби могли бути задіяні від Нижньодунайського кордону до Закавказзя.
Тацит згадує листа, якого Евнон написав Клавдію, і який починається словами: «Дружба між імператорами Риму та царями великих народів ґрунтується на подібності їх високого стану, він та Клавдій мають ще й спільну перемогу…»(Tac., Ann., XII, 19).